# Evne
En evne er en medført eller iboende mulighed for at udføre en bestemt type opgave på et givent niveau. Hvis der er tale om enestående evner, kan det betragtes som talent. Man kan f.eks. have evnen til, eller talentet for, at male, tænke logisk, eller man kan mangle evnen til at se, høre eller udføre bevægelser. 
Evners medfødte natur står i kontrast til færdigheder og præstationer, der er opnået gennem læring.
Ifølge Gladwell (2008) og Colvin (2008), er det ofte vanskeligt at skelne en enestående præstation der alene skyldes talent, fra en der er resultatet af hård træning.